# Евсино (станция, Новосибирская область)
Евсино — станция в Искитимском районе Новосибирской области. Административный центр Евсинского сельсовета.

## География
Площадь станции — 86 гектар.

## Топоним
Название взято от близлежащей деревни Евсино.

## История
Населённый пункт появился при строительстве железной дороги в 1913 году. В селении жили семьи тех, кто обслуживал железнодорожную инфраструктуру станции.
Первая школа на станции Евсино была основана в 1924 году.

## Население
| 2002 | 2007  | 2010  | 2021  |
| ---- | ----- | ----- | ----- |
| 5101 | ↗5427 | ↘5369 | ↘4695 |

## Инфраструктура
На станции по данным на 2007 год функционируют 1 учреждение здравоохранения и 4 образовательных учреждения.